# Citroën C15

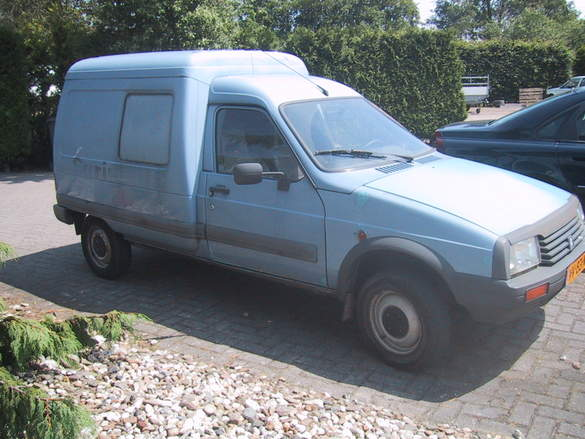

Citroën C15 presenterades i mitten av 1980-talet och är en mindre transportbil. Den byggde på teknik från småbilen Citroën Visa och fanns i flera versioner; exempelvis en förlängd och en med baksäte. Det rumänska företaget Romahome tillverkade även en husbilssats till C15. 1996 kom ersättaren Citroën Berlingo, men fram till 2005 tillverkades modellerna parallellt.
C15 har inte sålts i Sverige.